# Чудесница (мультфильм)
«Чудесница» — музыкальный рисованный мультфильм режиссёра Александра Иванова, воспевающий достоинства кукурузы в сельском хозяйстве.
 
«Чудесница» — мультфильм для детей и взрослых, а также юмористическая ода кукурузе, произведшая сенсационное впечатление на зрителя.

## Награды и премии
- 1957 — Диплом на XI МКФ в Эдинбурге[1].
- 1958 — Первая премия на I ВКФ в Москве[1].

## Сюжет
Мультфильм об освоении кукурузой северных широт. Жила Кукуруза в южных краях вместе с Арбузами, Виноградом и другими теплолюбивыми культурами. Но однажды одна из деревень пригласила к себе Кукурузу на постоянное место жительства. И тогда, под прощания и рукоплескания близких и друзей,  уезжает в поезде Кукуруза на далёкий север. Приехав и встретив добродушный приём, там она прижилась и подружилась с другими плодами и растениями того края. А как только стали вырастать из семян ростки, неожиданно появились сорняки и пошли в наступление на урожайные растения. Но не тут-то было — вовремя приехали тракторы и победили всех сорняков. Дальше всё пошло без приключений, а когда полил дождь, тогда кукуруза и выросла. В честь такого события, под предводительством петуха-дирижёра, местные животные устраивают весёлый концерт. Всё заканчивается наглядными достижениями, полученными от успешного урожая кукурузы.

## Создатели
| Автор сценария             | Лев Позднеев |
| Режиссёр-постановщик       | Александр Иванов |
| Художники-постановщики     | Валентин Лалаянц, Лев Позднеев |
| Эскизы декораций           | Михаил Скобелев, Гелий Аркадьев |
| Композитор                 | Александр Варламов |
| Оператор                   | Николай Воинов |
| Звукооператор              | Борис Фильчиков |
| Ассистенты режиссёра:      | Н. Палаткина, Лидия Сазонова |
| Художники-мультипликаторы: | Вячеслав Котёночкин, Владимир Пекарь, Борис Дёжкин, Фаина Епифанова, Лев Попов, Борис Чани, Константин Никифоров                                                                          |
| Художники-декораторы:      | Ирина Кускова, Вера Роджеро, Елена Танненберг |
| Роли озвучивали:           | Серафим Аникеев (Арбуз), Леонид Пирогов (Колос), Лариса Бухарцева (Кукуруза), Георгий Иванов (Бык), Георгий Вицин (Петух), Екатерина Семёнкина (мать Кукурузы), В. Барановский (Виноград) |

## Интересные факты
- В 1959 году советским издательством «Изогиз» был выпущен набор открыток по мультфильму тиражом 125 000 экземпляров[2].
- В эпизоде с хором сорняков, которые распевали:

Мы овёс, пшеницу сгложем,

Кукурузу уничтожим, 

На полях останется труха! Ха-ха!
один из голосов принадлежит Владимиру Высоцкому